# Contacto ninja en la Argentina
Contacto ninja en la Argentina es una película coproducción de Argentina y Estados Unidos filmada en Eastmancolor dirigida por Gordon Hessler según  el guion de Robert Short y Wallace C. Bennett sobre el argumento de Robert Short que fue  estrenada el 27 de febrero de 1987 en Estados Unidos y tuvo como actores principales a Sho Kosugi, Lewis Van Bergen y Robin Evans. El título en inglés es Rage of honor.

## Sinopsis
Luego que su compañero es asesinado cuando iban tras un traficante de drogas, un policía japonés debe rescatar a su novia secuestrada por este.

## Reparto
Participaron en el filme los siguientes intérpretes:
| Actor              | Personaje                  |
| ------------------ | -------------------------- |
| Sho Kosugi         | Shiro Tanaka               |
| Lewis Van Bergen   | Havlock                    |
| Robin Evans        | Jennifer                   |
| Gerry Gibson       |                            |
| Chip Lucia         | Dick                       |
| Michael Halsey     |                            |
| Richard Wiley      | Ray Jones                  |
| Ulises Dumont      |                            |
| Carlos Estrada     |                            |
| Martín Coria       | Jorge                      |
| Alan Amiel         |                            |
| Luis Gago          |                            |
| Armando Capo       | Juan                       |
| Marlee Jepson      | Muchacha en el convertible |
| Alejo Apsega       | Asesino en el hotel        |
| Ezequiel Ezquenazi | Asesino en el hotel        |
| Eric Seward        | Empleado de mostrador      |
| Ned Kovas          | Guardaespaldas de Havlock  |
| Lilian Rinar       | Novia de Havlock           |
| Hugo Halbrich      | Piloto / asesino           |
| Masafumi Sakanashi | Ninja de la prisión        |
| Kiyatsu Shimoyama  | Ninja de la prisión        |
| Earl Gabbidon      | Guardaespaldas             |
| Marc Blackmontt    | Bailarín/Ninja Amateur     |